# Crocyllis
Crocyllis é um género botânico pertencente à família Rubiaceae.

## Espécies
- Plocama afghanica (Ehrend.) M.Backlund & Thulin (2007).
- Plocama asperuliformis (Lincz.) M.Backlund & Thulin (2007).
- Plocama aucheri (Guill.) M.Backlund & Thulin, Taxon 56: 323 (2007).
- Plocama botschantzevii (Lincz.) M.Backlund & Thulin, Taxon 56: 323 (2007).
- Plocama pendula

1. ↑  «Crocyllis — World Flora Online». www.worldfloraonline.org. Consultado em 19 de agosto de 2020